# Улица (гулянья)
У́лица (пята́к; укр. вулиці, колодки, пляс, данцище) — традиционные весенне-летние гулянья парней и девушек под открытым небом. Одно из самых распространённых развлечений молодёжи на юге России, Украине и Белоруссии. На «улице» парни и девушки завязывали знакомство, разучивали и исполняли новые и старые песни, обсуждали свои дела.

## Описание
У русских гулянье на улице и за околицей, игры и хороводы начинались на Пасхальной неделе, у украинцев и белорусов они начинались со встречи весны и пения веснянок с третьей или первой недели Великого поста, прерываясь на Страстной неделе и возобновляясь со вторника  Пасхальной недели. Улицы проводились всё лето, и заканчивались до Семёна-летопроводца.
До начала полевых работ молодёжь собиралась ежевечерне, а когда начиналась работа в поле, то только в воскресенье и праздничные дни. Обычно «улица» проходила весело и живо: с музыкой, танцами, песнями, заигрываниями. Самым уважаемым на «улице» был гармонист. Кроме песен, танцев и хороводов во время «улицы» проводились ещё и другие весёлые забавы, которых много знала молодёжь. Там разучивались песни и танцы, жила народная традиция, развивались лучшие товарищеские качества и зарождалась настоящая чистая любовь. От зимних вечёрок отличается  тем, что на ней девушки не делают никакую работу, и проходит она на открытом воздухе. Общение молодежи в тёплое время охватывало практически все стороны их  досуга. Поэтому организация и  устройство  «улицы» с первых дней Великого поста занимало умы  девушек, было предметом их заботы и разнообразных обрядов. Украинские девушки на том месте, где должна быть улица: крутили веретено, или закапывали мотовило, «чтобы так же и улица крутилась, как веретено»; закапывали горшок со сваренной кашей, «чтобы парней было, как каши»; протыкали сапог изнутри иголкой с ниткой и ходили в таком сапоге, таща иглу, «чтобы улица больше нигде не собиралась, а только на выбранном месте». 
Если какой парень не хотел ходить на улицу, девушки жгли обручи с бочки и этим пеплом посыпали ворота парню. Если девушка не хотела выходить на улицу, парни мазали ей ворота дёгтем. Также иногда снимали ворота и относили на околицу, а также делали другие неприятности. Парни вызвали девушек свистом, пением, или стуча по калитке.
Обычно улиц, где могла собираться молодёжь, в каждом селе было по нескольку. Девушка обычно посещала только свою улицу, то есть ту, что ближе к дому, тогда как парни могли переходить с одной улицы на другую, обойдя за вечер все село. Для девушек посещение «улицы», участие в песнях и играх было способом добиться расположения парней да и просто познакомиться, показать себя. На улицах преобладали подвижные игры, например, Горелки, Ручеёк, Третий лишний. Улицы заканчивались провожанием девушек парнями. Нередко такие пары подолгу стояли возле дома девушки или сидели на скамейке, на брёвнах. Уход далеко от дома мог вызвать дурную молву.
Самые большие весенние уличные гуляния проходили в троицкий период — на Вознесение, Троицу или в Петровское заговенье. Эти гулянья символизировали окончание весны, и кое-где устраивали так называемую разгонную кашу — угощение, отмечавшее окончание игрищ.